# Caroline Werbrouck
Caroline Werbrouk is een Belgische muzikante.
Werbrouck werkte als muziekrecensent voor het muziekmagazine Rifraf. Ze leerde pas gitaar spelen na haar dertigste en richtte in 2002 de punkband Not Yet, The Clitpunkinvasion op.
Later speelde ze bij Hara’Kiri, eveneens een punkband.
Zachtere muziek bracht ze uit onder de noemer Mono'Kiri, in wezen een soloproject. Onder deze noemer bracht ze het album Surviving On Dreams And Casual Sex uit. Gastbrijdragen waren afkomstig van Luc Waegeman, Dave Schroyen en Craig Ward. De opvolger Carrousel werd begeleid door COEM.
Met de Portugese Suspiria Franklyn vormt ze het punkwaveduo Suspicious. Ze leerden elkaar kennen toen Not Yet het voorprogramma speelde van Franklyn's band Les Baton Rouge.